# Brown-Lowery Provincial Park
Brown-Lowery Provincial Park är en park i Kanada.   Den ligger i provinsen Alberta, i den centrala delen av landet, 2 900 km väster om huvudstaden Ottawa. Brown-Lowery Provincial Park ligger 1 364 meter över havet.
Terrängen runt Brown-Lowery Provincial Park är platt söderut, men norrut är den kuperad. Runt Brown-Lowery Provincial Park är det mycket glesbefolkat, med 4 invånare per kvadratkilometer.. Närmaste större samhälle är Black Diamond, 18,7 km sydost om Brown-Lowery Provincial Park.
Omgivningarna runt Brown-Lowery Provincial Park är en mosaik av jordbruksmark och naturlig växtlighet.